# Nöbbele
Nöbbele is een plaats in de gemeente Växjö in het landschap Småland en de provincie Kronobergs län in Zweden. De plaats heeft 242 inwoners (2005) en een oppervlakte van 56 hectare.